# Beata Tyszkiewicz
Beata Maria Helena Tyszkiewicz (Wilanów, 14 agosto 1938) è un'attrice polacca.
Ha lavorato con i maggiori registi polacchi, fra cui Jerzy Skolimowski, Wojciech Has, Krzysztof Zanussi e soprattutto Andrzej Wajda.

## Filmografia parziale
- Samson, regia di Andrzej Wajda (1961)
- Il manoscritto trovato a Saragozza (Rękopis znaleziony w Saragossie), regia di Wojciech Has (1964)
- Ceneri sulla grande armata (Popioły), regia di Andrzej Wajda (1965)
- L'uomo dai capelli a zero (De Man die zijn haar kort liet knippen), regia di André Delvaux (1967)
- Tutto in vendita (Wszystko na sprzedaż), regia di Andrzej Wajda (1968)
- Il grande amore di Balzac (Wielka miłość Balzaka) - serie tv (1973)
- Notti e giorni (Noce i dnie), regia di Jerzy Antczak (1975)
- Contratto (Kontrakt), regia di Krzysztof Zanussi (1980)
- Édith et Marcel, regia di Claude Lelouch (1982)
- Seksmisja, regia di Juliusz Machulski (1983)
- 30 Door Key (Ferdydurke), regia di Jerzy Skolimowski (1991)
- La piccola apocalisse (La petite apocalypse), regia di Costa-Gavras (1992)
- Il tocco della mano (Dotknięcie ręki), regia di Krzysztof Zanussi (1992)